# Rue Leneveux
La rue Leneveux est une voie du 14e arrondissement de Paris, en France.

## Situation et accès
La rue Leneveux est une voie publique située dans le 14e arrondissement de Paris. Elle débute au 11 bis, rue Adolphe-Focillon et 12, rue Marguerin et se termine au 14, rue Alphonse-Daudet.

## Origine du nom
Elle porte le nom du maire et conseiller municipal du 14e arrondissement de Paris, Henri Leneveux (1817-1878).

## Historique
La voie est ouverte en 1891 et prend sa dénomination actuelle par arrêté du 2 août 1899.

## Bâtiments remarquables et lieux de mémoire
Les immeubles des nos 6 et 8 ont été construits, en 1904, pour le compte du linguiste Ferdinand Brunot, qui a donné son nom à la place se trouvant devant la mairie du 14e arrondissement (square Ferdinand-Brunot).